# Departamento General López
General López es el tercer departamento más poblado con 201.574 habitantes y el cuarto más extenso con 11.558 km² de la provincia de Santa Fe (Argentina).
Fue creado en 1883 con tierras del Departamento Rosario.
Limita al norte con el departamento Caseros, al este con el departamento Constitución, al oeste con los departamentos de Marcos Juárez y Pres. Roque Sáenz Peña (provincia de Córdoba) y al sur con los partidos de General Villegas, General Pinto, Colón y Pergamino (provincia de Buenos Aires).

## Distritos
El departamento comprende un total de 31 distritos, categorizados en 5 municipios de 2ª categoría:
| Municipio     | Población total (2010) | Población localidad (2010) |
| ------------- | ---------------------- | -------------------------- |
| Firmat        | 19.757                 | 19.757                     |
| Rufino        | 18.980                 | 18.727                     |
| Venado Tuerto | 76.432                 | 75.437                     |
| Villa Cañás   | 9.433                  | 8.821                      |
| Teodelina     | 8.123                  | 7.247                      |

Y 26 comunas:
| Comuna                    | Población total (2010) | Población localidad (2010) |
| ------------------------- | ---------------------- | -------------------------- |
| Aarón Castellanos         | 309                    | 236                        |
| Amenábar                  | 1.821                  | 1.605                      |
| Cafferata                 | 1.545                  | 1.449                      |
| Cañada del Ucle           | 1.545                  | 1.449                      |
| Carmen                    | 1.886                  | 1.611                      |
| Carreras                  | 1.972                  | 1.906                      |
| Chapuy                    | 671                    | 571                        |
| Christophersen            | 731                    | 499                        |
| Chovet                    | 2.383                  | 2.101                      |
| Diego de Alvear           | 1.999                  | 1.855                      |
| Elortondo                 | 6.064                  | 5.632                      |
| Hughes                    | 4.769                  | 4.598                      |
| La Chispa                 | 434                    | 352                        |
| Labordeboy                | 1.011                  | 928                        |
| Lazzarino                 | 461                    | 350                        |
| Maggiolo                  | 2.042                  | 1.701                      |
| María Teresa              | 3.919                  | 3.523                      |
| Melincué                  | 2.237                  | 2.139                      |
| Miguel Torres             | 427                    | 373                        |
| Murphy                    | 3.795                  | 3.630                      |
| San Eduardo               | 1.113                  | 928                        |
| San Francisco de Santa Fe | 416                    | 279                        |
| San Gregorio              | 4.641                  | 4.291                      |
| Sancti Spíritu            | 3.825                  | 3.433                      |
| Santa Isabel              | 4.622                  | 4.266                      |
| Wheelwright               | 6.002                  | 5.733                      |

## Demografía
Según los resultados definitivos del censo de 2022 la población del departamento alcanza los 201.574 habitantes.
La población se encuentra repartida en 103 354 mujeres y 98 220 hombres, con un índice de masculinidad de 95,0 hombres por cada 100 mujeres. 
La edad mediana de la población es de 35 años (36 años entre las mujeres y 34 años entre los hombres).
El 14,7% de la población tiene más de 65 años (frente al 14,1% en 2010), y el 3,6% de la población tiene más de 80 años (frente al 3,5% en 2010)
De las personas residentes en el departamento, unas 32 812 (16,3% del total departamental) nacieron en otra provincia, y unas 1 866 (0,9% del total departamental) lo hicieron fuera del país, siendo los grupos de inmigrantes más numerosos los provenientes de:
- Paraguay: 562 personas
- Chile: 125 personas
- Bolivia: 124 personas
- Uruguay: 114 personas
- Italia: 110 personas